# Jacob Sillem (1620-1693)

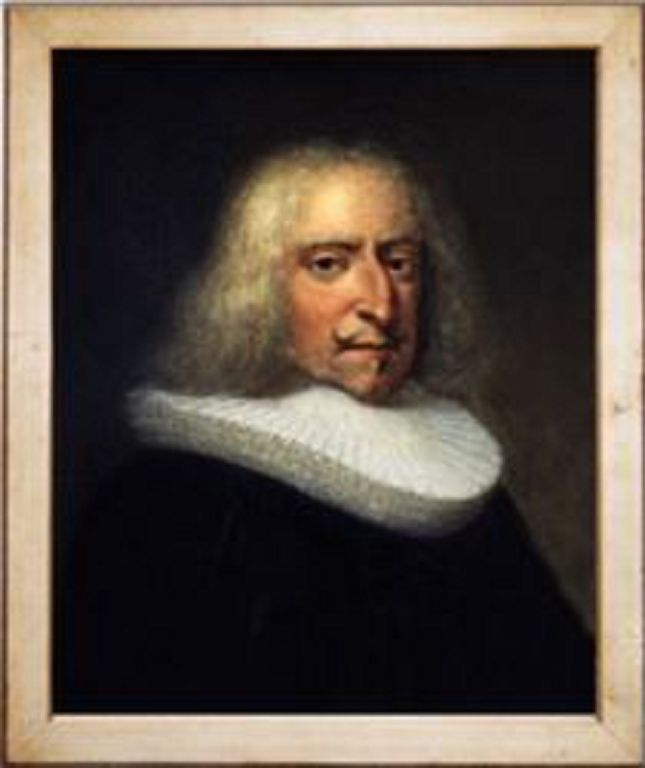
Jacob Sillem, olieverf

Jacob Sillem (Syllm) (Hamburg, 6 mei 1620 - aldaar, 15 juli 1693) was een Hamburgs jurist, raadsheer en senator. 
Jacob Sillem behoorde tot de Jacobse tak van het geslacht Sillem. Hij was de zoon van Johann Sillem (gestorven in Hamburg op 1 februari 1627), koopman te Hamburg en eerste beheerder van de openbare schatkist (samen met Rudolph Amsinck, die de eerste bankbestuurder werd van de in 1619 opgerichte Hamburgse Bank). Zijn moeder Cecilia Schröttenringk was een dochter van Georg Jürgen Schröttenringk, eveneens koopman te Hamburg. Jacob Sillem doorliep met veel succes het Gymnasium te Hamburg. Dit vormde een stevige basis voor een nauwkeurige studie van het publiek- en privaatrecht op uiteenlopende universiteiten die in volle bloei waren vanwege de vrijheid en intellectuele houding die zij tentoonspreidden.
Om andere landen en de gebruiken van verschillende volkeren te leren kennen, tot grotere inzichten te komen en te worden geïnspireerd en gestimuleerd door grondbeginselen in andere Europese landen, maakte hij buitenlandse reizen naar Vlaanderen, Engeland, Frankrijk, Italië, Kroatië en Slovenië. Eveneens bezocht hij het hof van de keizer in Wenen alsmede de hoven van vele vorsten en ging van daaruit naar Bazel, waar hij na een langer verblijf zijn studie in de rechtsgeleerdheid succesvol afsloot. In Basel werd hem in 1645 als hoogste eer de titel van licentiaat verleend. In 1650 keerde hij terug naar zijn geboortestad en maakte daar indruk door zijn innemende persoonlijkheid en zijn zeer uitgebreide ervaring in allerlei handelsondernemingen.
Bovengenoemde kwaliteiten ontkwamen niet aan de aandacht van Hermann Langenbeck II, een zeer invloedrijk raadsheer. Op 14 september 1646 trouwde Jacob Sillem met Anna Marhgaretha Langenbeck, dochter van Hermann Langenbeck II. Uit dit huwelijk werden tien kinderen geboren.
Tijdens hun leven verloren Jacob en zijn echtgenote drie zoons en een dochter. Johannes Sillem, de enige overlevende zoon, maakte indruk door zijn grote talent en goed oordeelsvermogen, vooral toen hij de titel van licentiaat verworven had.
In april 1689 stierf Jacobs echtgenote Anna Margaretha. Vier jaar later stierf op 15 juli 1693 Jacob Sillem zelf. Hij werd begraven in de Nicolaikerk te Hamburg.

## Loopbaan
Op 21 februari 1653 werd Jacob Sillem met algemene stemmen tot raadsheer gekozen. In augustus 1653 werd aan hem het bestuur van Ritzebüttel overgedragen, dat hij grondig reorganiseerde, omdat onder de plotseling overleden voorganger veel was verwaarloosd.
In 1658 nam hij de taak van praetor op zich (rechter, die voorzitter was van het Niedergericht). 
In 1664 nam hij voor drie jaar de onderwijsinspectie op zich.
Bovendien aanvaardde hij ook plechtig enkele gezantschappen: Op 19 april 1659 werd hij eerst naar de Deense en vervolgens naar de Zweedse koning gestuurd voor zeer zware onderhandelingen die hij naar tevredenheid voerde, zodat men hem op 15 januari 1660 naar de kardinalen van zijne keizerlijke majesteit te Wenen zond, met wie hij eveneens succesvol onderhandelde. In het eerste geval ging het om een regeling die betrekking had op de afschaffing van invoerrechten aan de Oostzee, in het tweede geval ging het erom dat de hoge instanties van het rijk (Reichskollegien) bij veel beslissingen veel meer rekening dienden te houden met de kleine tot middelgrote ondernemers in de steden, waarvan Sillem de instanties overtuigde. De onderhandelingen vonden plaats op de zogenaamde "Lange Rijksdag" van het parlement in Regensburg.
Op 6 december 1670 ging hij voor de tweede maal als gezant naar de koning van Denemarken en Noorwegen, met wie visserijkwesties van de Hamburgse Groenlandvissers moesten worden geregeld en aansluitend naar de hertogen van Braunschweig en Lüneburg, waar hij een dusdanig goede indruk maakte, dat hun hoven hem graag in dienst namen. Zo stond hij in hoog aanzien bij talrijke vorsten van het Duitse rijk.
Daarna toog hij opnieuw naar het Deense hof. Koning Frederik IV van Denemarken was gestorven. Zijn opvolger Christian V verwachtte nu dat hem als nieuwe koning eer werd betoond, waartoe Hamburg, tegen zijn verwachtingen in, niet bereid was, hoewel men, volgens de nieuwe koning, geïnteresseerd had moeten zijn in goede betrekkingen met het Deense hof.
Jacob Sillem gedroeg zich zeer waardig toen hij de verdrietige en vreugdevolle wisselvalligheden, die het gevolg waren geweest van de moeilijke kwesties die zich in de loop van de tijd tussen Denemarken en de Hamburgse Republiek hadden voorgedaan, aan de koninklijke majesteit beschreef in een rede die overvol was van begrip en eerbied.
Hij wist dus, ondanks het niet betonen van eer aan de koning, een goede verstandhouding tot stand te brengen.